# Sonic X-treme
Sonic X-treme fue un videojuego de plataformas desarrollado por Sega Technical Institute desde 1994 hasta su cancelación en 1996. Estaba planeado como el primer juego en 3D de Sonic the Hedgehog, lo que llevaría a la franquicia a la era 3D de los videojuegos,  y el primer título original para la Sega Saturn. La historia seguía a Sonic en su viaje para impedir que el Dr. Robotnik robara seis anillos mágicos a Tiara Boobowski y su padre. X-treme presentaba niveles abiertos que giraban en torno a un centro de gravedad fijo y, al igual que las anteriores entregas de Sonic, incluía anillos coleccionables y una mecánica trepidante.
X-treme se concibió como un videojuego de plataformas de desplazamiento lateral para Sega Genesis que sucedería a Sonic & Knuckles (1994). El desarrollo se trasladó a la 32X y luego a la Saturn y Windows, se rediseñó como un juego de plataformas en 3D para la temporada temporada navideña de 1996. El plan se vio alterado por la política de la empresa, una visita desfavorable de ejecutivos japoneses de Sega y obstáculos con los motores que se planeaba utilizar, incluido uno del Sonic Team para Nights into Dreams. En medio de una creciente presión y una moral en declive, el diseñador Chris Senn y el programador Chris Coffin enfermaron, lo que llevó al productor Mike Wallis a  cancelarlo. También se anuló un proyecto cinematográfico con Metro-Goldwyn-Mayer.
En lugar de X-treme, Sega lanzó un port del título de Genesis Sonic 3D Blast, pero no estreno un plataformas original de Sonic en 3D hasta Sonic Adventure para Dreamcast en 1998. La cancelación se considera un factor importante en el fracaso comercial de la Saturn, ya que dejó al sistema sin un videojuego de plataformas original de la franquicia. Elementos similares a los de X-treme aparecieron en juegos posteriores, como Sonic Lost World (2013).

## Premisa

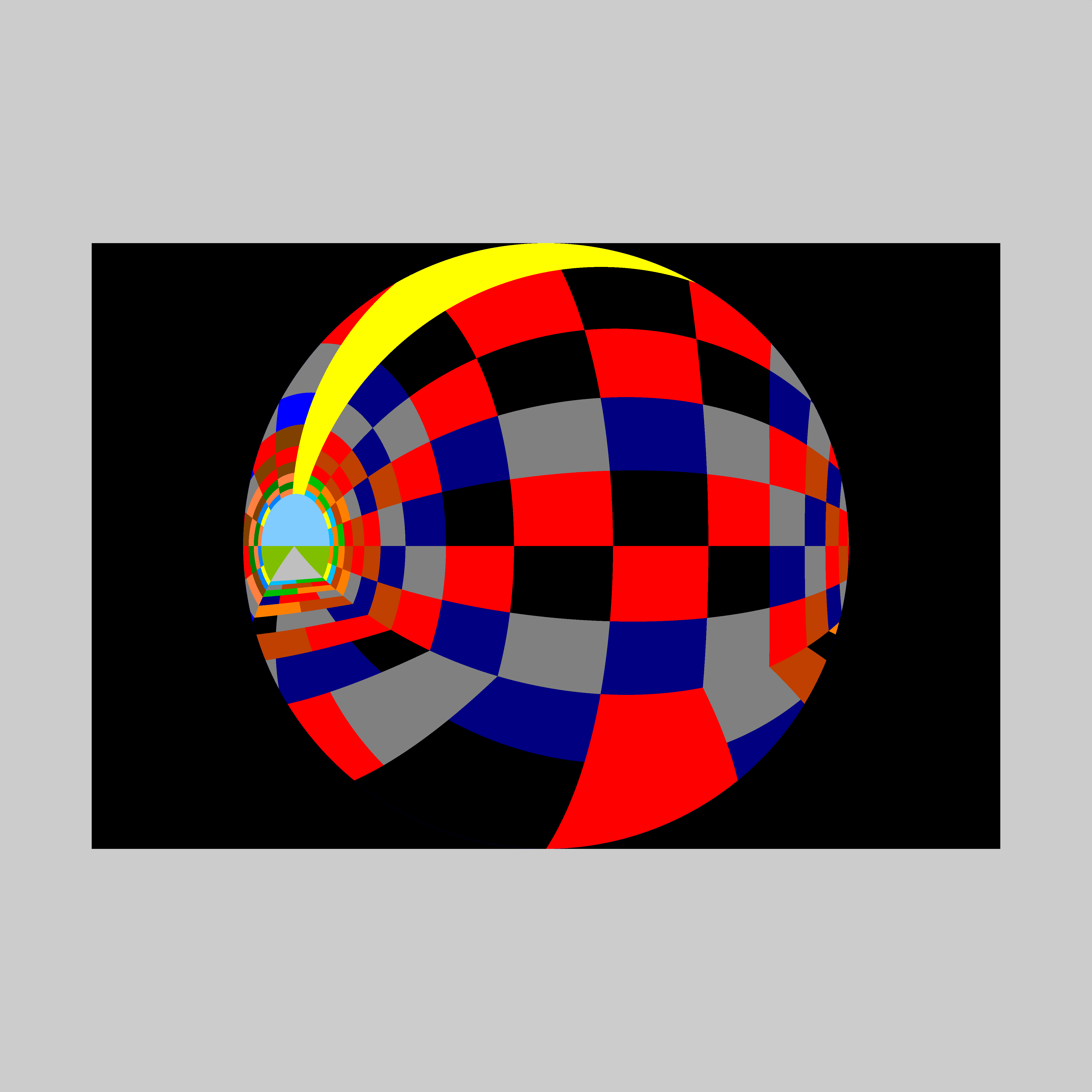
El motor de Senn y Alon usaba una vista de estilo de ojo de pez conocida como «Reflex Lens», similar a la de la imagen

X-treme era un videojuego de plataformas en donde los jugadores habrían controlado a Sonic the Hedgehog, desde una perspectiva en tercera persona. Hubiera sido el primer juego de Sonic the Hedgehog en 3D, antes que Sonic Adventure (1998). La mecánica era similar al título de plataformas para Saturn Bug! (1995), aunque el productor Mike Wallis dijo que X-treme se diferenciaba en que Sonic era libre de recorrer los niveles, sin restricciones de caminos lineales.
El juego incorporaba un sistema de cámara ojo de pez, el «Reflex Lens», que ofrecía una visión gran angular,⁣ hacer que los escenarios parezcan moverse alrededor del personaje. Estos girarían en torno a un centro de gravedad fijo, lo que significa que podría correr por las paredes, llegando a lo que antes era el techo. También podía entrar y salir de la pantalla mientras se movía. Las batallas contra los jefes, se desarrollaban en fases abiertas de tipo arena, y se renderizaban en polígonos en lugar de sprites. Estos utilizaban efectos de sombreado, transparencia e iluminación para mostrar el potencial técnico de la Saturn.
Los programadores querían llevar a Sonic a la era de las 3D aprovechar sus éxitos. En 1996, Wallis dijo que presentaba la mecánica familiar, pero «[e]stamos dando a Sonic nuevos movimientos, porque es un erizo de los tiempos que corren, lo estamos poniendo al día». Al igual que los anteriores entregas de la franquicia, X-treme hacía hincapié en la velocidad y la física, e incluía fases especiales y anillos coleccionables. Se han añadido las habilidades de lanzar anillos a los rivales, crear un escudo con estos y realizar ataques giratorios en el aire, golpea a los adversarios de abajo con un ataque «Power Ball», salta más alto con menos control de lo normal y ejecuta un ataque «Sonic Boom», en concierto con el escudo, que golpea en 360 grados. Se incluyeron el surf y el puenting como actividades consideradas «cool» en la época.
Los documentos de diseño del antiguo productor ejecutivo Michael Kosaka preveían seis zonas de tres niveles cada una. Se produjeron al menos cuatro etapas antes de su cancelación: Jade Gully, Red Sands, Galaxy Fortress y Crystal Frost. El diseñador principal, Chris Senn, dijo que modeló y texturizó a cuatro protagonista principales y creó diseños para cincuenta enemigos y una hora de música. Fang the Sniper y Metal Sonic estaban planeados como jefes. La trama pasó por varias iteraciones; el descrito en el material promocional se refería a Tiara Boobowski, que iba a convertirse en un personaje importante, y a su padre, el Profesor Gazebo Boobowski, pidieron ayuda a Sonic para defender los seis Anillos mágicos del Orden del Dr. Robotnik.

## Antecedentes
El Sonic the Hedgehog original ha sido desarrollado por el Sonic Team en Japón. Salió a la venta en 1991 y aumentó considerablemente la popularidad de la Sega Genesis en Norteamérica. Tras su lanzamiento, el programador Yūji Naka y otros empleados japoneses se trasladaron a California para unirse al Sega Technical Institute (STI), una división de desarrollo dirigida por Mark Cerny. Cerny pretendía crear un estudio de élite que combinara las filosofías de diseño de los productores estadounidenses y japoneses.
En 1991, STI empezó la creación varios juegos, entre ellos Sonic the Hedgehog 2 (1992), que se estrenó al año siguiente. Aunque tuvo éxito, la barrera del idioma y las diferencias culturales crearon una brecha entre los japoneses y estadounidenses. Una vez finalizado, Cerny abandonó STI y estuvo sustituido por Roger Hector, antiguo empleado de Atari. El personal estadounidense hicieron Sonic Spinball (1993), mientras que el japonés produjo Sonic the Hedgehog 3 (1994) y Sonic & Knuckles (1994). Según el programador Takashi Iizuka, el equipo japonés experimentó con gráficos de computadora en 3D para Sonic 3, pero no pudieron implementarlos con la limitada potencia de la Genesis. Una vez terminado Sonic & Knuckles, Naka regresó a Japón para trabajar en Nights into Dreams (1996) con el Sonic Team.
En aquella época, Sega of America funcionaba como una entidad independiente, y las relaciones con los japoneses no siempre fueron fluidas. Parte de este conflicto pudo deberse al presidente de Sega, Hayao Nakayama, y a su admiración por Sega of America. Según Tom Kalinske, antiguo CEO, a algunos ejecutivos no les gustaba que Nakayama pareciera favorecer a los estadounidenses, y «muchos de los dirigentes japoneses estaban quizá un poco celosos, y creo que algo de eso influyó en las decisiones que se tomaron». Por el contrario, el autor Steven L. Kent opinó que Nakayama intimidaba a los estadounidenses y creía que los japoneses tomaban las mejores decisiones. Según Héctor, tras el lanzamiento de la PlayStation en 1994, el ambiente en Sega se volvió político, con «muchos señalamientos».

## Desarrollo
Tras el regreso de Naka a Japón con su equipo a finales de 1994, STI se quedó con personal mayoritariamente estadounidense.Las primeras ideas para el siguiente título de la franquicia incluían el experimental Sonic Crackers, que se convirtió en Knuckles' Chaotix (1995) para el 32X. Otro concepto surgió del jefe de STI, Roger Hector, que quería realizar un juego basado en los dibujos animados de Sonic SatAm de los sábados por la mañana, y llevó al Sonic Team y a los programadores de STI a los estudios de DIC Entertainment en Burbank (California), tras el estreno de Sonic Spinball para mostrarles su idea. El desarrollador de STI Peter Morawiec lo diseñó a partir de este concepto como un videojuego de desplazamiento lateral más centrado en la historia que en anteriores entregas. Llamó al lanzamiento Sonic-16, pensado para la Genesis. Sin embargo, la dirección de Sega no estaba interesada en un spin-off y la desaprobó por considerarla demasiado lenta para la velocidad del personaje. En su lugar, Morawiec pasó a trabajar en Comix Zone.
El desarrollo de Sonic X-treme comenzó a finales de 1994 en STI. Michael Kosaka fue productor ejecutivo y jefe de grupo, y el diseñador y artista de CGI Senn creó animaciones para presentar el juego a los ejecutivos de Sega. Con la llegada de las nuevas consolas y la era de los 32 bits, se trasladó a la 32X bajo los títulos provisionales Sonic 32X y Sonic Mars después del nombre en clave «Project Mars» utilizado para la consola. El diseño inicial de 32X era un desplazamiento lateral isométrico, pero se convirtió en una entrega completo en 3D con una vista situada en un plano flotante. Kosaka completó los documentos de diseño antes de que saliera a la venta, sin tener una idea clara del hardware. Algunos de los conceptos de Kosaka eran nuevas dinámicas, como la posibilidad de que un segundo jugador se pusiera en la piel de un personaje distinto de Tails. Varios personajes jugables, incluidos algunos de los dibujos animados, se desbloqueaban al ser rescatados y tenían movimientos únicos. También podían recoger Chaos Emeralds en fases especiales que consistían en jugar un minijuego similar al hockey de aire contra el Dr. Robotnik, y al recoger las siete se desbloqueaba el final verdadero.
A mediados de 1995 Kosaka renunció. Según Senn, «[Kosaka] y el productor ejecutivo Dean Lester no se llevaban bien, y creo que Michael consideró que su mejor opción era simplemente apartarse de lo que consideraba un ambiente políticamente insano». Lester dimitió a finales de 1995 y estuvo sustituido por Manny Granillo. Wallis, que había trabajado en The Ooze y Comix Zone, quedó a cargo de Sonic X-treme. El programador jefe Don Goddard estuvo sustituido por Ofer Alon, con quien algunos miembros tenían dificultades para laborar, pues decían que no compartía su empleo. Como el diseño había cambiado significativamente y la 32X tenía problemas comerciales, se trasladó a una consola de cartuchos de Sega con hardware 3D de  Nvidia, para competir con la próxima Nintendo 64. El director técnico de STI, Robert Morgan, recibió instrucciones de explorar esta posibilidad, sin especificaciones de hardware ni kits de desarrollo. Esta decisión se tomó debido a la capacidad de la consola prevista para manejar gráficos en 3D y al desinterés de la alta dirección de Sega of America por la Sega Saturn. Después de que Sega anunciara que se centraría exclusivamente en la Saturn, el desarrollo volvió a cambiar, costo al equipo varias semanas. Cuando Naka visitó STI y observó el desarrollo de X-treme, se limitó a decir «buena suerte».

### Diseño
La versión Saturn ha sido producida por dos equipos con dos motores de juego diferentes, a partir de la segunda mitad de 1995. Uno dirigido por Morgan y que incluía al programador Chris Coffin, realizó los niveles de los jefes de mundo abierto. Este utilizaba herramientas empleadas por títulos de Saturn como Panzer Dragoon II Zwei y renderizaba a los jefes como totalmente poligonales. El otro grupo, liderado por Senn y Alon, desarrolló los escenarios principales, trabajar en PC con la intención de portar su empleo a Saturn. Alon y Senn se centraron en crear un editor para construir las fases principales. La música y los fondos no podían codificarse en el editor, y había que hacerlo manualmente para cada nivel. Los enemigos se crearon como sprites pre-renderizados. Senn perdió 25 libras de peso (más de once kilos) y enfermó gravemente por laburar demasiado en X-treme.
Otros miembros del personal fueron el compositor Howard Drossin, el artista principal Ross Harris, los artistas/diseñadores Fei Cheng y Andrew Probert, y Jason Kuo y Richard Wheeler.También colaboró Hirokazu Yasuhara, que boceto las entregas de Sonic para Génesis. Según Senn, su equipo era completamente diferente de los grupo de CTI dirigidos por Naka; esto, combinado con su inexperiencia, «sembró la duda y una mina terrestre política a punto de estallar si no producíamos resultados sorprendentes rápidamente». Wallis expresó su frustración por la estructura y consideró que la política interna obstaculizaba el desarrollo. Coffin pensó que el reparto de responsabilidades garantizaría que todos los elementos fueran perfectos.
Las dificultades surgieron en el diseño. Según Wallis, el juego combinaría el desplazamiento lateral en 2D con «la posibilidad de que entrara y saliera de la pantalla», lo que creó problemas inesperados en la ejecución. Según Senn, uno de los principales problemas era trasladar los controles sencillos y rápidos de Sonic a un entorno tridimensional: «La sencillez de movimiento, sobre todo al movernos muy deprisa, había desaparecido. Ver a suficiente distancia, no atascarse en los obstáculos e intentar mantener esa sensación de velocidad libre era muy difícil». Los gráficos 3D eran nuevos y los promotores aún estaban aprendiendo cómo afectarían a los controles y la mecánica. La programación para Saturn resultó difícil; como Alon no pudo conseguir que su motor, producido en PC, funcionara lo bastante rápido en Saturn, Morgan subcontrató la adaptación a Point of View Software, una empresa de terceros.

### Disputas con Sega
En marzo de 1996, representantes de Sega en Japón visitaron STI para evaluar los progresos. En ese momento, X-treme ya llevaba retraso. Senn y otras fuentes indican que el visitante clave era el presidente Nakayama, aunque Wallis recuerda al vicepresidente ejecutivo Shōichirō Irimajiri. No quedó impresionado por el trabajo de Senn y Alon, ya que la versión que vio, portado de PC a Saturn por Point of View, funcionaba a una velocidad de fotogramas deficiente. Senn, que dijo que el visitante «salió furioso prácticamente maldiciendo después de ver lo que habían hecho», y Alon intentaron mostrar su versión más reciente para PC, pero se marchó antes de que tuvieran la oportunidad.
El visitante quedó impresionado por el motor del jefe de Coffin, y pidió que X-treme se rehiciera en torno a él. Preocupado por la necesidad de crear esencialmente un juego nuevo antes del estricto plazo de octubre de 1996, Wallis aisló al equipo de Coffin, impedir influencias externas. Estaba formado por cuatro artistas, dos programadores, un contratista y tres diseñadores, instalados en un antiguo local de STI. Trabajaban entre dieciséis y veinte horas al día. Aunque ni Senn ni Alon formaron parte oficialmente de la producción tras la visita, siguieron laboraron en su versión, con la esperanza de presentarla a Sega como título para PC.
En abril, Bernie Stolar, vicepresidente ejecutivo de Sega, se puso en contacto con STI y le preguntó qué podía hacer para ayudar a que cumpliera su plazo. A sugerencia de Wallis, le proporcionó las herramientas y el código fuente del videojuego 3D para Saturn Nights into Dreams. Dos semanas más tarde, Stolar pidió que dejara de utilizar el motor, ya que, al parecer, Naka había amenazado con dejar Sega si se utilizaba. Senn descartó esta afirmación como una especulación, pero dijo que, de ser cierta, comprendía el interés de Naka por mantener el control sobre la tecnología del Sonic Team y la franquicia Sonic. El Sonic Team estaba desarrollar su propio juego de Sonic en 3D con el motor Nights, lo que podría haber motivado la amenaza de Naka. Su pérdida costó al equipo semanas. En julio de 2022, Naka negó haber tenido nada que ver con el uso del motor Nights en X-treme y afirmó que habría sido inútil porque estaba codificado en ensamblador y X-treme en C. Sugirió que los programadores inventaron la historia para racionalizar su fracaso a la hora de terminarlo.

### Cancelación
En mayo de 1996, Sega mostró una demo jugable de X-treme en el E3 de 1996 de Los Ángeles y mostró una versión del motor de Coffin. En ese momento, la moral del equipo había decaído y la rotación era elevada. En agosto, Coffin había contraído una grave neumonía. Wallis alabó su esfuerzo, pero reconoció que sin él no tenía ninguna posibilidad de cumplir el plazo previsto. Por la misma época, Senn enfermó tanto que le dijeron que le quedaban seis meses de vida, aunque sobrevivió. Con ambos grupos incapacitados dos meses antes de la fecha límite, Wallis lo canceló.
Sega declaró inicialmente que se había retrasado, pero a principios de 1997 anunció su cancelación. Para la temporada navideña de 1996, Sega se concentró en Nights into Dreams del Sonic Team, y en un port del título de Genesis Sonic 3D Blast de Traveller's Tales, en el que colaboró Wallis. Morawiec pidió que X-treme se convirtiera en fases de bonificación en 3D Blast, pero Traveller's Tales era incapaz de transferir correctamente el modelo de Sonic. El trabajo del Sonic Team en una entrega 3D para Saturn se convirtió en Sonic Adventure (1998) para Dreamcast. Se pueden ver restos de su prototipo en el recopilatorio de Saturn Sonic Jam (1997).
Aunque Senn pensaba que la versión que él y Alon estaban realizar podría haberse completado con seis o doce meses más, la división de PC no pagaría por su producción, y puede que dudara después de que el motor fuera rechazado. Tras el rechazo, Alon abandonó la empresa. Sega of America disolvió STI en 1996 a raíz de cambios en la dirección. Hector cree que el éxito de PlayStation provocó una agitación corporativa que desembocó en la disolución de STI. Según Wallis, STI se reestructuró como departamento de desarrollo de productos después de que el anterior se convirtiera en SegaSoft.

## Película cancelada
En agosto de 1994, Sega of America firmó un acuerdo con Metro-Goldwyn-Mayer y Trilogy Entertainment para producir una película de animación de imagen real basada en Sonic the Hedgehog y vinculada a Sonic X-treme. En mayo de 1995, el guionista Richard Jeffries presentó un proyecto titulado Sonic: Wonders of the World. En él, Sonic y el Dr. Robotnik escapaban del juego al mundo real. Se canceló porque ninguna de las empresas pudo llegar a un acuerdo.

## Legado

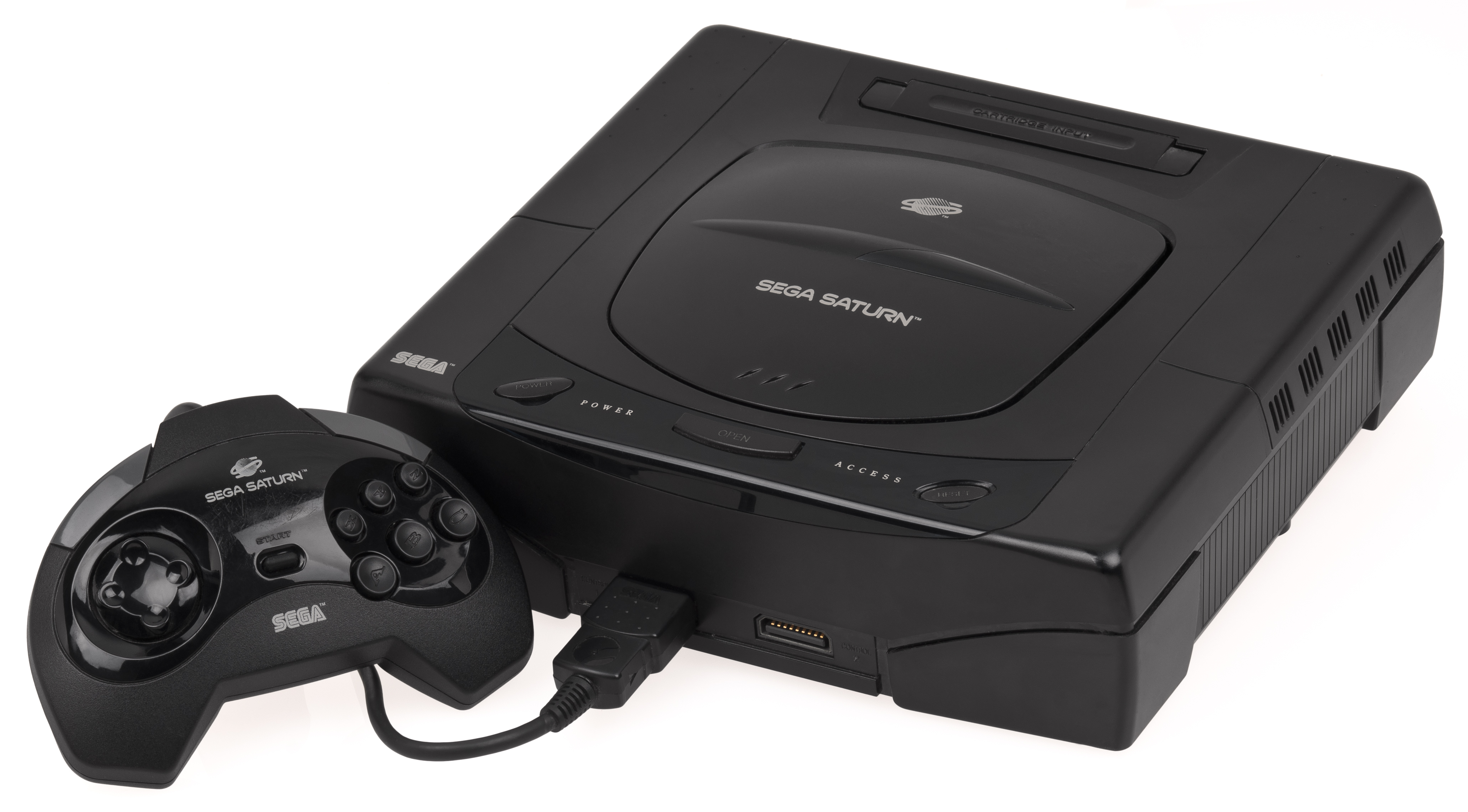
Con la cancelación de X-treme, la Sega Saturn se quedó sin juego de plataformas original de Sonic the Hedgehog.

En lugar de Sonic X-treme, Sega lanzó un port del juego de Genesis Sonic 3D Blast y Sonic Jam, una compilación de entregas de Sonic de Genesis con un nivel 3D adicional. aunque sí tuvo los títulos Sonic 3D Blast y Sonic Jam, y una compilación de las entregas anteriores de la serie adaptadas a 3D. Su cancelación se cita como una de las principales razones del fracaso de Saturn. Mientras que Sega controlaba hasta el 55 % del mercado de consolas en 1994, en agosto de 1997, Sony controlaba el 47 %, Nintendo el 40 % y Sega sólo el 12 %.
Periodistas y aficionados han especulado sobre el impacto que podría haber tenido. David Houghton de GamesRadar+ describió la perspectiva de «un buen videojuego de Sonic en 3D» en la consola como un escenario del tipo «¿Y si...?». Travis Fahs de IGN lo describió como «un recipiente vacío para las ambiciones de Sega y las esperanzas de sus fans» y dijo que era un cambio importante para la empresa, su mascota y la Saturn. Levi Buchanan, que también escribe para IGN, afirma que aunque la ausencia de una secuela real en la consola «no destruyó por completo» sus posibilidades, «seguro que no ayudó mucho». Dave Zdyrko, que dirigía un importante sitio de fans, dijo: «No sé si [X-treme] podría haber salvado la Saturn, pero... Sonic ayudó a crear la Genesis y no tenía ningún sentido que no hubiera un nuevo gran título listo en el momento del lanzamiento de la [Saturn] o cerca de él».
En una retrospectiva de 2007, el productor Wallis afirmó habría podido competir con Super Mario 64 de Nintendo. Senn creía que una versión construida por él con el motor de Alon podría haberse vendido bien. Next Generation dijo que habría dañado la reputación de Sega si no se comparaba bien con competidores como Super Mario 64 y Crash Bandicoot. Naka no estaba satisfecho con la entrega, y en 2012 recordó que sintió alivio cuando se enteró de su cancelación. Los periodistas observaron similitudes en la temática y la mecánica de las fases entre X-treme y el juego de 2013 Sonic Lost World, aunque el jefe del Sonic Team, Iizuka, dijo que el parecido era coincidencia. Senn se puso a trabajar en el título de Wii U Sonic Boom: Rise of Lyric, que salió a la venta en 2014 con críticas negativas.

### Prototipos y recreaciones
Durante años, apenas se publicaron más contenidos de X-treme que capturas de pantalla promocionales. Fahs escribió en 2008 que la mayoría de los desarrolladores no estaban dispuestos a hablar del juego, ya que «la prueba seguía siendo un doloroso recuerdo de estrés inimaginable, presión y decepción final».⁣ En 2006, una copia de un primer motor de pruebas se vendió en una subasta por 2.500 dólares a un coleccionista anónimo. Se publicó una imagen GIF animada de la mecánica y, después de que un proyecto de recaudación de fondos de la comunidad del sitio web «Assemblergames» comprara el disco al coleccionista, la imagen del disco se filtró el 17 de julio de 2007. Senn creó un sitio web con la historia del desarrollo, que incluía las primeras imágenes, un personaje jugable llamado Tiara y música conceptual. Consideró la posibilidad de terminar X-treme él mismo y utilizó algunos de sus conceptos en un fangame de Sonic, aunque sus planes nunca se materializaron.
En febrero de 2015, el fansite Sonic Retro obtuvo el código fuente y creó una versión jugable, con el nivel mostrado en la demo del E3 de 1996. En su análisis, los redactores de Hardcore Gamer lo describieron como tosco pero ingenioso, carente de velocidad pero conservar el espíritu del diseño de Sonic. En su opinión, podría haber supuesto una sólida dirección para la franquicia y un impulso para Saturn si se hubiera completado. Un usuario de Sonic Retro comenzó a desarrollar un homebrew para Saturn basado en X-treme, Sonic Z-treme, en marzo de 2017, y publicó una compilación en septiembre de 2018. Eurogamer lo describió como una combinación de ideas y fases al estilo con nuevos conceptos del programador, y dijo que era un esfuerzo impresionante.